# Agios Geórgios Thorikoú
Agios Geórgios Thorikoú (Agios Georgios Thorikou) är en ort i Grekland.   Den ligger i prefekturen Nomarchía Anatolikís Attikís och regionen Attika, i den sydöstra delen av landet, 40 km sydost om huvudstaden Aten. Agios Geórgios Thorikoú ligger 12 meter över havet och antalet invånare är 141.
Terrängen runt Agios Geórgios Thorikoú är huvudsakligen kuperad, men åt nordost är den platt. Havet är nära Agios Geórgios Thorikoú åt sydost. Närmaste större samhälle är Kalývia Thorikoú, 14,5 km nordväst om Agios Geórgios Thorikoú. Omgivningarna runt Agios Geórgios Thorikoú är i huvudsak ett öppet busklandskap.